# Yamaha MT-03
 (novembre 2009).
Si vous disposez d'ouvrages ou d'articles de référence ou si vous connaissez des sites web de qualité traitant du thème abordé ici, merci de compléter l'article en donnant les références utiles à sa vérifiabilité et en les liant à la section « Notes et références ».
La MT-03 est un modèle de moto du constructeur japonais Yamaha.

## Modèle 2005-2014

### Historique
Dévoilé en 2003 au Salon de Paris sous la forme d'un concept, pour sortir en 2005, ce modèle de type roadster de moyenne cylindrée n'avait pas de réel concurrent sur le marché à sa sortie. Petite sœur de la puissante MT-01, cette nouveauté vient élargir la gamme MT (de l'anglais Maximum Torque — « Couple maximum » —) avec une philosophie où la puissance du moteur n'est pas l'élément majeur.
Alors que la majorité des constructeurs se bagarrent dans les segments multicylindres, Yamaha joue ainsi la carte du design et de la facilité de conduite. La MT-03 profite d'un look original et de matériaux haut de gamme (bras oscillant en aluminium, double disque de frein avant, etc.). De tels arguments techniques imposent un prix de lancement élevé, certainement pas étranger au succès mitigé de ce modèle en termes de ventes.
Côté moteur, le bloc monocylindre est identique à celui de la XT 660, mais la cartographie d'injection est modifiée, ainsi que la taille de la boîte à air pour privilégier les reprises. Le rapport de démultiplication finale est un peu plus long (15 × 47), afin de soulager le moteur dans les régimes de croisière. La répartition du poids favorise la maniabilité, avec 52 % sur l'avant.
La transmission courte, le couple moteur élevé et le poids restreint en font une moto agile et agréable à conduire qui charmera autant les motards débutants que confirmés.

### Accessoires
Au lancement, la MT-03 est disponible avec une gamme d'accessoires spécifiques. On y trouve entre autres :
- ligne d'échappement Akrapovič ;
- capot de selle finition Texalium ;
- pare-carter finition Texalium ;
- écopes de radiateur Texalium ;
- petit saute-vent ;
- sliders.

### Coloris
La MT-03 est introduite en différents coloris : blanc, noir et orange. L'amortisseur latéral est rouge ou blanc en fonction du coloris de la machine.
En 2008 (pour le modèle 2009), le catalogue s'étoffe d'un rouge Racing et d'un jaune Extreme Yellow.

## Modèle 2016-présent

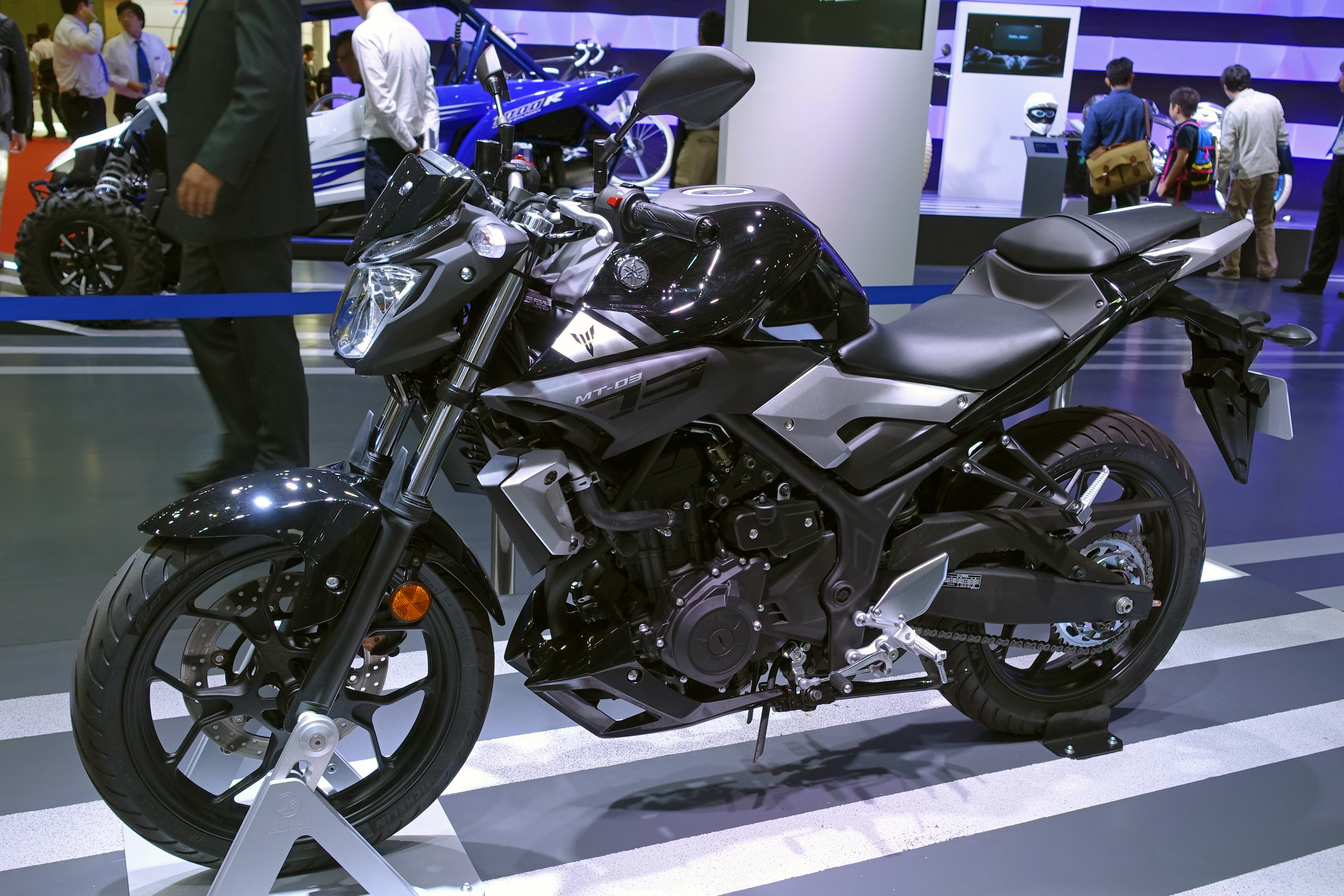
Modèle 2016.

Cette deuxième version est équipée d'un moteur bicylindre parallèle de 321 cm3  développant 42 ch, bénéficiant d'un double ACT, issu de la sportive YZF-R3. Le freinage ABS est présent. Le poids tous pleins faits passe à 168 kg.